# Beatriz Yamamoto Cázares
Beatriz Eugenia Yamamoto Cázares (León de los Aldama, Guanajuato, 16 de mayo de 1950-León de los Aldama, Guanajuato, 8 de febrero de 2021) fue una empresaria y política mexicana, miembro del Partido Acción Nacional (PAN). Fue diputada federal y local.

## Biografía
Fue profesora de Educación Primaria egresada de la Benemérita Escuela Normal de Coahuila. Desde 1989 en León, Guanajuato, fue empresaria de la industria de la marroquinería, es decir la industrialización del cuero. Como tal, fue consejera y representante de la Cámara de la Industria del Calzado y directora general de la empresa León Yamamoto S.A. de C.V., y en 2006 fue presidenta de la Asociación Mexicana de Mujeres Jefas de Empresa (AMMEJE).
En 2012 fue postulada por el PAN y elegida diputada federal a la LXII Legislatura de dicho año a 2015. En la Cámara de Diputados fue secretaria de la comisión de Economía; e integrante de las comisiones de Desarrollo Metropolitano; y, de Desarrollo Urbano y Ordenamiento Territorial.
En 2015 a 2018 fue elegida regidora del ayuntamiento de León que encabezó Héctor López Santillana y en 2018 fue elegida diputada suplente a la LXIV Legislatura del Congreso del Estado de Guanajuato, siendo diputada propietaria Alejandra Gutiérrez Campos. Gutiérrez Campos solicitó licencia en 2021 para ser candidata a presidenta municipal de León y en consecuencia Beatriz Yamamoto asumió la diputación el 28 enero de dicho año.
Sin embargo, apenas una semana después de su toma de protesta fue ingresada a atención médica por haberse contagiado de enfermedad por coronavirus, falleciendo el lunes 8 de febrero de dicho año, resultando una de los afectados pandemia en México, y habiendo ejercido como diputada apenas once días.